# Australian National Heritage List
De Australian National Heritage List is een lijst van plaatsen die van uitzonderlijke betekenis worden geacht voor het nationaal erfgoed van Australië. 
De lijst omvat natuurlijke, historische en inheemse plaatsen, die worden beschermd onder de 'Environment Protection and Biodiversity Conservation Act 1999'. De Australian Heritage Council beoordeelt aan de hand van negen criteria of een plaats wordt opgenomen in de lijst. Een aantal van deze plaatsen is ook opgenomen op de Werelderfgoedlijst.

## Lijst
| #   | Afbeelding | Plaats | Staat                          | Opgenomen         | Coördinaten                     | Opmerkingen                                  |
| --- | ---------- | --- | ------------------------------ | ----------------- | ------------------------------- | -------------------------------------------- |
| 1   |            | Adelaide Park Lands and City Layout (vermelding)                                                            | South Australia                | 7 november 2008   |                                 |                                              |
| 2   |            | Australian Academy of Science Building (vermelding)                                                         | Australian Capital Territory   | 21 november 2005  | 35° 17′ 1″ ZB, 149° 07′ 21″ OL  |                                              |
| 3   |            | Australian Alps National Parks and Reserves - Alpine National Park (vermelding)                             | Victoria                       | 7 november 2008   | 36° 29′ 59″ ZB, 148° 03′ 50″ OL |                                              |
| 3   |            | Australian Alps National Parks and Reserves - Avon Wilderness (vermelding)                                  | Victoria                       | 7 november 2008   | 37° 36′ 45″ ZB, 146° 50′ 34″ OL |                                              |
| 3   |            | Australian Alps National Parks and Reserves - Baw Baw National Park (vermelding)                            | Victoria                       | 7 november 2008   | 37° 45′ 50″ ZB, 146° 13′ 23″ OL |                                              |
| 3   |            | Australian Alps National Parks and Reserves - Bimberi Nature Reserve (vermelding)                           | New South Wales                | 7 november 2008   | 35° 34′ 54″ ZB, 148° 45′ 4″ OL  |                                              |
| 3   |            | Australian Alps National Parks and Reserves - Brindabella National Park (vermelding)                        | New South Wales                | 7 november 2008   | 35° 13′ 54″ ZB, 148° 46′ 44″ OL |                                              |
| 3   |            | Australian Alps National Parks and Reserves - Kosciuszko National Park (vermelding)                         | New South Wales                | 7 november 2008   | 36° 04′ 20″ ZB, 148° 20′ 55″ OL |                                              |
| 3   |            | Australian Alps National Parks and Reserves - Mount Buffalo National Park (vermelding)                      | Victoria                       | 7 november 2008   | 36° 44′ 18″ ZB, 146° 46′ 30″ OL |                                              |
| 3   |            | Australian Alps National Parks and Reserves - Namadgi National Park (vermelding)                            | Australian Capital Territory   | 7 november 2008   | 35° 40′ 0″ ZB, 148° 57′ 0″ OL   |                                              |
| 3   |            | Australian Alps National Parks and Reserves - Scabby Range Nature Reserve (vermelding)                      | New South Wales                | 7 november 2008   | 35° 45′ 55″ ZB, 148° 52′ 4″ OL  |                                              |
| 3   |            | Australian Alps National Parks and Reserves - Snowy River National Park (vermelding)                        | Victoria                       | 7 november 2008   | 37° 16′ 30″ ZB, 148° 33′ 12″ OL |                                              |
| 3   |            | Australian Alps National Parks and Reserves - Tidbinbilla Nature Reserve (vermelding)                       | Australian Capital Territory   | 7 november 2008   | 35° 27′ 47″ ZB, 148° 54′ 38″ OL |                                              |
| 4   |            | Australian Convict Sites - Brickendon Estate (vermelding)                                                   | Tasmania                       | 23 juni 2007      | 41° 37′ 1″ ZB, 147° 07′ 39″ OL  | Werelderfgoedlijst 2010                      |
| 4   |            | Australian Convict Sites - Cascades Female Factory and Yard 4 North (vermelding)                            | Tasmania                       | 1 augustus 2007   | 42° 53′ 37″ ZB, 147° 17′ 57″ OL | Werelderfgoedlijst 2010                      |
| 4   |            | Australian Convict Sites - Coal Mines Historic Site (vermelding)                                            | Tasmania                       | 1 augustus 2007   | 42° 59′ 1″ ZB, 147° 42′ 59″ OL  | Werelderfgoedlijst 2010                      |
| 4   |            | Australian Convict Sites - Cockatoo Island (vermelding)                                                     | New South Wales                | 1 augustus 2007   |                                 | Werelderfgoedlijst 2010                      |
| 4   |            | Australian Convict Sites - Darlington Probation Station (vermelding)                                        | Tasmania                       | 1 augustus 2007   | 42° 34′ 54″ ZB, 148° 04′ 12″ OL | Werelderfgoedlijst 2010                      |
| 4   |            | Australian Convict Sites - Fremantle Prison (vermelding)                                                    | Western Australia              | 1 augustus 2005   | 32° 3′ 18″ ZB, 115° 45′ 13″ OL  | Werelderfgoedlijst 2010                      |
| 4   |            | Australian Convict Sites - Old Great North Road (vermelding)                                                | New South Wales                | 1 augustus 2007   | 33° 22′ 42″ ZB, 150° 59′ 40″ OL | Werelderfgoedlijst 2010                      |
| 4   |            | Australian Convict Sites - Hyde Park Barracks (vermelding)                                                  | New South Wales                | 1 augustus 2007   | 33° 52′ 10″ ZB, 151° 12′ 45″ OL | Werelderfgoedlijst 2010                      |
| 4   |            | Australian Convict Sites - Kingston and Arthurs Vale Historic Area (vermelding)                             | Norfolk Island                 | 1 augustus 2007   | 29° 03′ 12″ ZB, 167° 57′ 31″ OL | Werelderfgoedlijst 2010                      |
| 4   |            | Australian Convict Sites - Old Government House and Government Domain (vermelding)                          | New South Wales                | 1 augustus 2007   | 33° 48′ 35″ ZB, 150° 59′ 42″ OL | Werelderfgoedlijst 2010                      |
| 4   |            | Australian Convict Sites - Port Arthur Historic site (vermelding)                                           | Tasmania                       | 3 juni 2005       | 43° 08′ 52″ ZB, 147° 51′ 5″ OL  | Werelderfgoedlijst 2010                      |
| 4   |            | Australian Convict Sites - Woolmers Estate (vermelding)                                                     | Tasmania                       | 23 november 2007  | 41° 37′ 1″ ZB, 147° 07′ 48″ OL  | Werelderfgoedlijst 2010                      |
| 5   |            | Australian Fossil Mammal Sites (Naracoorte) (vermelding)                                                    | South Australia                | 21 mei 2007       | 36° 57′ 0″ ZB, 140° 45′ 0″ OL   | Werelderfgoedlijst 1994                      |
| 5   |            | Australian Fossil Mammal Sites (Riversleigh) (vermelding)                                                   | Queensland                     | 21 mei 2007       | 19° 0′ 0″ ZB, 138° 0′ 0″ OL     | Werelderfgoedlijst 1994                      |
| 6   |            | Australian War Memorial and the Memorial Parade (vermelding)                                                | Australian Capital Territory   | 25 april 2006     | 35° 16′ 50″ ZB, 149° 08′ 57″ OL |                                              |
| 7   |            | Batavia Shipwreck Site and Survivor Camps Area 1629, Houtman Abrolhos (vermelding)                          | Western Australia              | 6 april 2006      | 28° 29′ ZB, 113° 48′ OL         |                                              |
| 8   |            | Bondi Beach (vermelding)                                                                                    | New South Wales                | 25 januari 2008   | 33° 0′ 0″ ZB, 151° 0′ 0″ OL     |                                              |
| 9   |            | Bonegilla Migrant Camp - Block 19 (vermelding)                                                              | Victoria                       | 7 december 2007   | 36° 0′ 0″ ZB, 147° 0′ 0″ OL     |                                              |
| 10  |            | Brewarrina Aboriginal Fish Traps (Baiames Ngunnhu) (vermelding)                                             | New South Wales                | 3 juni 2005       |                                 |                                              |
| 11  |            | Budj Bim National Heritage Landscape - Tyrendarra Area (vermelding)                                         | Victoria                       | 20 juli 2004      | 38° 12′ 0″ ZB, 141° 46′ 0″ OL   |                                              |
| 11  |            | Budj Bim National Heritage Landscape - Mount Eccles Lake Condah Area (vermelding)                           | Victoria                       | 20 juli 2004      | 38° 04′ 0″ ZB, 141° 55′ 0″ OL   |                                              |
| 12  |            | Castlemaine Diggings National Heritage Park (vermelding)                                                    | Victoria                       | 27 januari 2005   | 37° 11′ 29″ ZB, 144° 12′ 59″ OL |                                              |
| 13  |            | Cyprus Hellene Club - Australian Hall (vermelding)                                                          | New South Wales                | 20 mei 2008       |                                 |                                              |
| 14  |            | Dampier Archipelo (vermelding)                                                                              | Western Australia              | 3 juli 2007       | 20° 0′ 0″ ZB, 116° 0′ 0″ OL     |                                              |
| 15  |            | Dirk Hartog Landing Site 1616 - Cape Inscription Area (vermelding)                                          | Western Australia              | 6 april 2006      |                                 |                                              |
| 16  |            | Dinosaur Stampede National Monument (vermelding)                                                            | Queensland                     | 20 juli 2004      | 23° 0′ 0″ ZB, 142° 0′ 0″ OL     |                                              |
| 17  |            | Echuca Wharf (vermelding)                                                                                   | Victoria                       | 26 april 2007     | 36° 0′ 0″ ZB, 144° 0′ 0″ OL     |                                              |
| 18  |            | Ediacara Fossil Site - Nilpena (vermelding)                                                                 | South Australia                | 11 januari 2007   | 30° 48′ 28″ ZB, 138° 08′ 15″ OL |                                              |
| 19  |            | Elizabeth Springs (vermelding)                                                                              | Queensland                     | 4 augustus 2009   |                                 |                                              |
| 20  |            | Eureka Stockade Gardens (vermelding)                                                                        | Victoria                       | 8 december 2004   |                                 |                                              |
| 21  |            | First Government House Site, Sydney (vermelding)                                                            | New South Wales                | 19 augustus 2005  |                                 |                                              |
| 22  |            | Flemington Racecourse (vermelding)                                                                          | Victoria                       | 7 november 2006   | 37° 47′ 25″ ZB, 144° 54′ 45″ OL |                                              |
| 23  |            | Fraser Island (vermelding)                                                                                  | Queensland                     | 21 mei 2007       | 25° 13′ 0″ ZB, 153° 08′ 0″ OL   | Werelderfgoedlijst 1992                      |
| 24  |            | Glass House Mountains National Landscape (vermelding)                                                       | Queensland                     | 3 augustus 2006   | 26° 50′ 51″ ZB, 152° 57′ 15″ OL |                                              |
| 25  |            | Glenrowan Heritage Precinct (vermelding)                                                                    | Victoria                       | 5 juli 2005       | 36° 28′ ZB, 146° 14′ OL         |                                              |
| 25  |            | Goldfields Water Supply Scheme (vermelding)                                                                 | Western Australia              | 23 juni 2011      |                                 |                                              |
| 26  |            | Gondwana Rainforests of Australia - Barrington Tops Area (vermelding)                                       | New South Wales                | 21 mei 2007       | 32° 03′ 10″ ZB, 151° 29′ 37″ OL | Werelderfgoedlijst 1986                      |
| 26  |            | Gondwana Rainforests of Australia - Focal Peak Group (vermelding)                                           | NSW, Qld                       | 21 mei 2007       |                                 | Werelderfgoedlijst 1986                      |
| 26  |            | Gondwana Rainforests of Australia - Hastings-Macleay Group (vermelding)                                     | New South Wales                | 21 mei 2007       |                                 | Werelderfgoedlijst 1986                      |
| 26  |            | Gondwana Rainforests of Australia - Iluka Nature Reserve (vermelding)                                       | New South Wales                | 21 mei 2007       |                                 | Werelderfgoedlijst 1986                      |
| 26  |            | Gondwana Rainforests of Australia - Main Range National Park (vermelding)                                   | NSW, Qld                       | 21 mei 2007       | 27° 48′ 57″ ZB, 152° 15′ 56″ OL | Werelderfgoedlijst 1986                      |
| 26  |            | Gondwana Rainforests of Australia - New England Group (vermelding)                                          | New South Wales                | 21 mei 2007       |                                 | Werelderfgoedlijst 1986                      |
| 26  |            | Gondwana Rainforests of Australia - Shield Volcano Group (vermelding)                                       | NSW, Qld                       | 21 mei 2007       |                                 | Werelderfgoedlijst 1986                      |
| 26  |            | Gondwana Rainforests of Australia - Washpool en Gibraltar Range (vermelding)                                | New South Wales                | 21 mei 2007       |                                 | Werelderfgoedlijst 1986                      |
| 27  |            | Grampians National Park (Gariwerd) (vermelding)                                                             | Victoria                       | 15 december 2006  | 37° 12′ 28″ ZB, 142° 23′ 59″ OL |                                              |
| 28  |            | Great Barrier Reef (vermelding)                                                                             | Queensland                     | 21 mei 2007       | 18° 17′ 10″ ZB, 147° 42′ 0″ OL  | Werelderfgoedlijst 1981                      |
| 29  |            | Greater Blue Mountains Area (vermelding)                                                                    | New South Wales                | 21 mei 2007       | 33° 43′ ZB, 150° 19′ OL         | Werelderfgoedlijst 2000                      |
| 30' |            | Great Ocean Road (vermelding)                                                                               | Victoria                       | 7 april 2011      | 38° 44′ 2″ ZB, 143° 41′ 14″ OL  |                                              |
| 31  |            | HMAS Sydney and HSK Kormoran shipwreck sites (vermelding)                                                   | Western Australia              | 14 maart 2011     | 26° 14′ 31″ ZB, 111° 12′ 48″ OL |                                              |
| 32  |            | HMVS Cerberus (vermelding)                                                                                  | Victoria                       | 14 december 2005  | 37° 0′ 0″ ZB, 145° 0′ 0″ OL     |                                              |
| 33  |            | HMS Sirius (vermelding)                                                                                     | Norfolk Island                 | 25 oktober 2011   | 29° 2′ 37″ ZB, 167° 57′ 18″ OL  |                                              |
| 34  |            | Heard and McDonald Islands (vermelding)                                                                     | External territory             | 21 mei 2007       | 53° 06′ 0″ ZB, 73° 31′ 0″ OL    | Werelderfgoedlijst 1997                      |
| 35  |            | Hermannsburg Historic Precinct (vermelding)                                                                 | Northern Territory             | 13 april 2006     | 23° 0′ 0″ ZB, 132° 0′ 0″ OL     |                                              |
| 36  |            | High Court of Australia (former) (vermelding)                                                               | Victoria                       | 11 juli 2007      |                                 |                                              |
| 37  |            | High Court - National Gallery precinct (vermelding)                                                         | Australian Capital Territory   | 23 november 2007  |                                 |                                              |
| 38  |            | ICI Building (vermelding)                                                                                   | Victoria                       | 21 september 2005 | 37° 0′ 0″ ZB, 144° 0′ 0″ OL     |                                              |
| 39  |            | Jordan River Levee (vermelding)                                                                             | Tasmania                       | 23 december 2011  |                                 |                                              |
| 40  |            | Ku-ring-gai Chase National Park, Lion Island, Long Island and Spectacle Island Nature Reserves (vermelding) | New South Wales                | 15 december 2006  |                                 |                                              |
| 41  |            | Kakadu National Park (vermelding)                                                                           | Northern Territory             | 21 mei 2007       |                                 | Werelderfgoedlijst 1981                      |
| 42  |            | Kurnell Peninsula Headland (vermelding)                                                                     | New South Wales                | 20 september 2004 |                                 |                                              |
| 43  |            | Lord Howe Island Group (vermelding)                                                                         | New South Wales                | 21 mei 2007       | 31° 33′ 0″ ZB, 159° 05′ 0″ OL   | Werelderfgoedlijst 1982                      |
| 44  |            | Macquarie Island (vermelding)                                                                               | Tasmania                       | 21 mei 2007       | 54° 0′ 0″ ZB, 158° 0′ 0″ OL     | Werelderfgoedlijst 1997                      |
| 45  |            | Mawsons Huts and Mawsons Huts Historic site (vermelding)                                                    | Australian Antarctic Territory | 27 januari 2005   | 67° 00′ 30″ ZB, 142° 39′ 40″ OL |                                              |
| 46  |            | Melbourne Cricket Ground (vermelding)                                                                       | Victoria                       | 26 december 2005  | 37° 49′ 12″ ZB, 144° 59′ 0″ OL  |                                              |
| 47  |            | Mount William Stone Hatchet Quarry (vermelding)                                                             | Victoria                       | 25 februari 2008  | 37° 0′ 0″ ZB, 144° 0′ 0″ OL     |                                              |
| 48  |            | Myall Creek Massacre and Memorial Site (vermelding)                                                         | New South Wales                | 7 juni 2008       |                                 |                                              |
| 49  |            | Newman College (vermelding)                                                                                 | Victoria                       | 21 september 2005 | 37° 47′ 42″ ZB, 144° 57′ 49″ OL |                                              |
| 50  |            | Ningaloo Coast (vermelding)                                                                                 | Western Australia              | 6 januari 2010    |                                 |                                              |
| 51  |            | Ngarrabullgan (vermelding)                                                                                  | Queensland                     | 12 mei 2011       |                                 |                                              |
| 52  |            | North Head, Sydney (vermelding)                                                                             | New South Wales                | 12 mei 2006       |                                 |                                              |
| 53  |            | Old Parliament House and Curtilage (vermelding)                                                             | Australian Capital Territory   | 20 juni 2006      | 35° 0′ 0″ ZB, 149° 0′ 0″ OL     |                                              |
| 54  |            | Point Cook Air Base (vermelding)                                                                            | Victoria                       | 29 augustus 2007  | 37° 55′ 54″ ZB, 144° 45′ 12″ OL |                                              |
| 55  |            | Point Nepean Defence Sites and Quarantine Station Area (vermelding)                                         | Victoria                       | 16 juni 2006      |                                 |                                              |
| 56  |            | Porongurup National Park (vermelding)                                                                       | Western Australia              | 4 augustus 2009   |                                 |                                              |
| 57  |            | Purnululu National Park (vermelding)                                                                        | Western Australia              | 21 mei 2007       |                                 | Werelderfgoedlijst 2003                      |
| 58  |            | QANTAS hangar, Longreach (vermelding)                                                                       | Queensland                     | 2 mei 2009        | 23° 0′ 0″ ZB, 144° 0′ 0″ OL     |                                              |
| 59  |            | Recherche Bay (North East Peninsula) Area (vermelding)                                                      | Tasmania                       | 7 oktober 2005    |                                 |                                              |
| 60  |            | Richmond Bridge (vermelding)                                                                                | Tasmania                       | 25 november 2005  |                                 |                                              |
| 61  |            | Rippon Lea House and Gardens (vermelding)                                                                   | Victoria                       | 11 augustus 2006  | 37° 0′ 0″ ZB, 144° 0′ 0″ OL     |                                              |
| 62  |            | Royal Exhibition Building and Carlton Gardens (vermelding)                                                  | Victoria                       | 20 juli 2004      | 37° 48′ 22″ ZB, 144° 58′ 13″ OL | Werelderfgoedlijst 2004                      |
| 63  |            | Royal National Park and Garawarra State Conservation Area (vermelding)                                      | New South Wales                | 15 september 2006 |                                 |                                              |
| 64  |            | Shark Bay (vermelding)                                                                                      | Western Australia              | 21 mei 2007       |                                 | Werelderfgoedlijst 1991                      |
| 65  |            | Sidney Myer Music Bowl (vermelding)                                                                         | Victoria                       | 21 september 2005 | 37° 49′ 24″ ZB, 144° 58′ 28″ OL |                                              |
| 66  |            | South Australia's Parliament House (vermelding)                                                             | South Australia                | 26 januari 2006   |                                 |                                              |
| 67  |            | Stirling Range National Park (vermelding)                                                                   | Western Australia              | 15 december 2006  |                                 |                                              |
| 68  |            | Sydney Harbour Bridge (vermelding)                                                                          | New South Wales                | 19 maart 2007     | 33° 51′ 8″ ZB, 151° 12′ 38″ OL  |                                              |
| 69  |            | Sydney Opera House (vermelding)                                                                             | New South Wales                | 12 juli 2005      | 33° 51′ 25″ ZB, 151° 12′ 55″ OL | Werelderfgoedlijst 2007                      |
| 70  |            | Tasmanian Wilderness (vermelding)                                                                           | Tasmania                       | 21 mei 2007       |                                 | Werelderfgoedlijst 1982                      |
| 71  |            | Tree of Knowledge, Barcaldine (vermelding)                                                                  | Queensland                     | 26 januari 2006   |                                 | Vergiftigd in 2006 en gekapt in 2007         |
| 72  |            | Uluru-Kata Tjuta National Park (vermelding)                                                                 | Northern Territory             | 21 mei 2007       | 25° 20′ 42″ ZB, 131° 02′ 10″ OL | Werelderfgoedlijst 1987                      |
| 73  |            | Warrumbungle National Park (vermelding)                                                                     | New South Wales                | 15 december 2006  | 31° 13′ 54″ ZB, 149° 01′ 4″ OL  |                                              |
| 74  |            | Wave Hill walk-off route (vermelding)                                                                       | Northern Territory             | 9 augustus 2007   |                                 |                                              |
| 75  |            | West Kimberley (vermelding)                                                                                 | Western Australia              | 31 augustus 2011  |                                 |                                              |
| 76  |            | Wet Tropics of Queensland (vermelding)                                                                      | Queensland                     | 21 mei 2007       |                                 | Werelderfgoedlijst 1988                      |
| 77  |            | Wilgie Mia (vermelding)                                                                                     | Western Australia              | 24 februari 2011  | 26° 58′ 0″ ZB, 117° 39′ 0″ OL   |                                              |
| 78  |            | Willandra Lakes Region (vermelding)                                                                         | New South Wales                | 21 mei 2007       | 33° 39′ 55″ ZB, 143° 00′ 4″ OL  | Werelderfgoedlijst 1981 inclusief Lake Mungo |
| 79  |            | Witjira-Dalhousie Springs (vermelding)                                                                      | South Australia                | 4 augustus 2009   | 26° 27′ 39″ ZB, 135° 31′ 23″ OL |                                              |
| 80  |            | Yea Flora Fossil Site (vermelding)                                                                          | Victoria                       | 11 januari 2007   | 37° 13′ 15″ ZB, 145° 26′ 57″ OL |                                              |